# 구릿대
구릿대는 산형과에 속하는 여러해살이풀로 동북아시아 지역에 분포해 있으며 주로 산과 계곡의 가장자리에서 자란다.
높이는 1~1.5m 정도이고 살이 찐 뿌리줄기에는 수염뿌리가 많이 돋아 있다. 잎은 여러갈래로 갈라져나오며 타원형으로 길이는 5~10cm 정도이다. 6~8월에 흰색 꽃이 피며 타원형의 열매는 10월을 전후하여 결실한다. 한방에서 뿌리를 백지(白芷)라 하여 진정제·진통제·지혈제로 이용한다.

## 관리 및 번식법
관리법 : 뿌리부분이 많이 커지는 식물이며 재배하기 까다로운 품종이라 좋은 모래땅에 심어야 한다. 약용식물로 많이 재배되고 있다.
번식법 : 10월경 종자를 받아 이듬해 봄 화단에 뿌린다. 이른 봄 새순이 올라올 때 포기나누기를 한다.